# Burg (Ettenstatt)
Burg ([bʊʁk] ) ist ein Gemeindeteil der Gemeinde Ettenstatt im Landkreis Weißenburg-Gunzenhausen (Mittelfranken, Bayern). Burg liegt in der Gemarkung Ettenstatt.

## Lage
Das Dorf ist fast mit Ettenstatt zusammengewachsen. Knapp östlich von Burg mündet der Bruckbach in den Felchbach, welcher südlich an dem Ort vorbeifließt. Größere Orte in der Umgebung sind Ellingen, Pleinfeld und Weißenburg in Bayern. Nördlich verläuft die Staatsstraße 2389.

## Bau- und Bodendenkmäler
Südöstlich des Ortes befindet sich ein mittelalterlicher Burgstall. Nördlich finden sich Siedlungsspuren aus vorgeschichtlicher Zeit. Das einzige Baudenkmal von Burg ist ein Bauernhaus mit Satteldach mit der Adresse Burg 21 aus dem 18. Jahrhundert.